# Miss Potter
Pour plus de détails, voir Fiche technique et Distribution.
Miss Potter est un film biographique britannique réalisé par Chris Noonan, sorti en 2006.

## Synopsis
Jeune femme de la grande bourgeoisie élevée dans la morale stricte de l’époque victorienne, Beatrix Potter va tout connaître : des affres de la création au succès aussi fulgurant qu’inattendu, de la soumission à la morale bourgeoise familiale à la liberté du grand amour. Séparée par la maladie et la mort de son fiancé, Beatrix surmontera toutes les épreuves sous l’œil amusé et complice de ses personnages, s'affranchira de ses parents pour vivre à la campagne et y rencontrer un clerc de notaire, fils de paysan, amoureux lui aussi de la nature et l'épouser.

## Fiche technique
- Titre original et français : Miss Potter
- Réalisation : Chris Noonan
- Scénario : Richard Maltby Jr.
- Décors : Martin Childs
- Costumes : Anthony Powell
- Photographie : Andrew Dunn
- Montage : Robin Sales
- Musique : Nigel Westlake
- Pays d'origine :  Royaume-Uni
- Langue originale : anglais
- Format : couleur - 35 mm - 2,35:1 - son DTS / Dolby Digital / SDDS
- Genre : Film biographique
- Durée : 93 minutes
- Dates de sortie : 
  -  Royaume-Uni : 3 décembre 2006
  -  France : 28 mars 2007
- Dates de sortie DVD :
- France : 3 octobre 2007 (location) ; 24 octobre 2007 (vente)[réf. nécessaire]

## Distribution
Légende : V. F. = Version Française[réf. nécessaire] et V. Q. = Version Québécoise

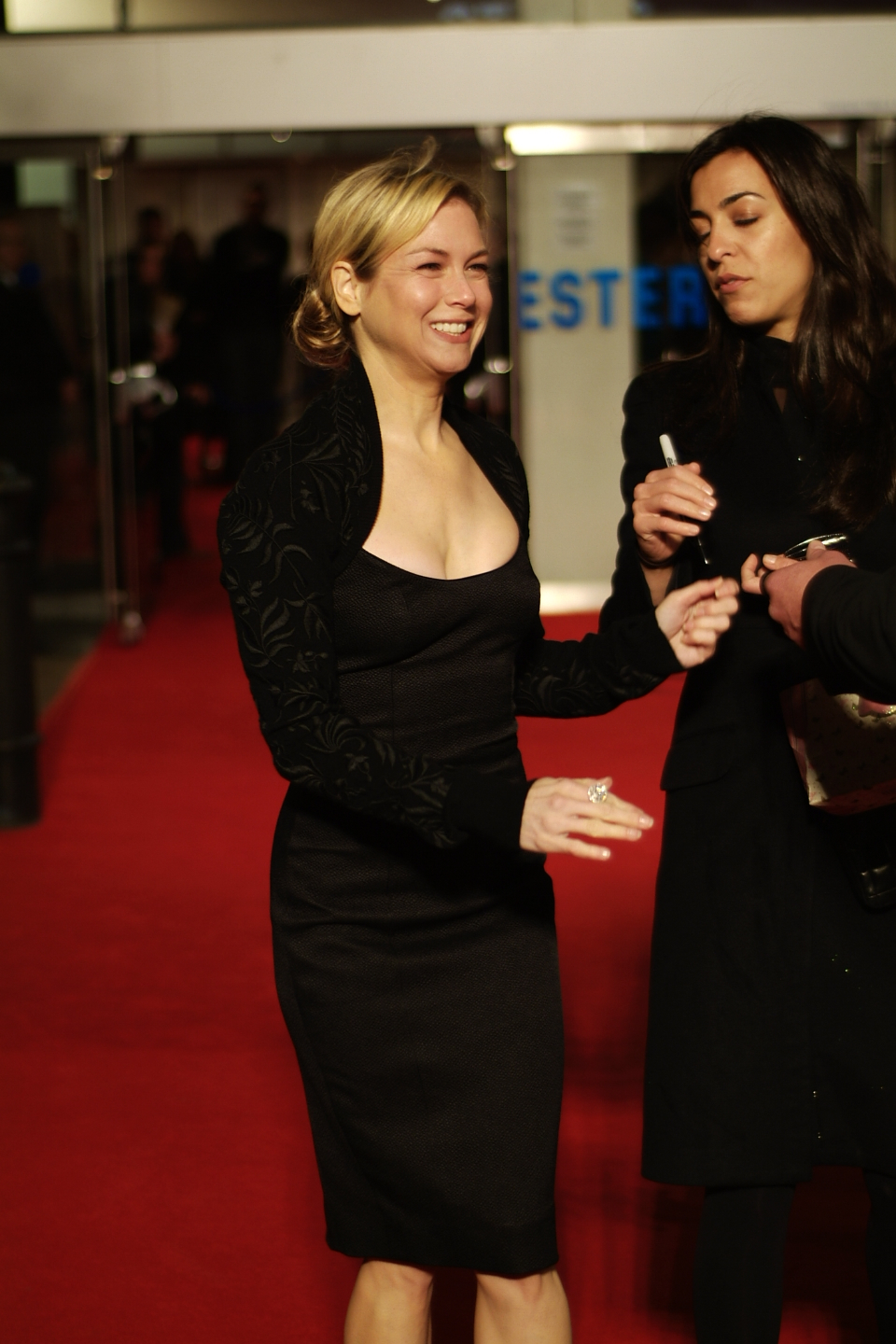
L'actrice principale Renée Zellweger, à la première londonienne du film, en décembre 2006.

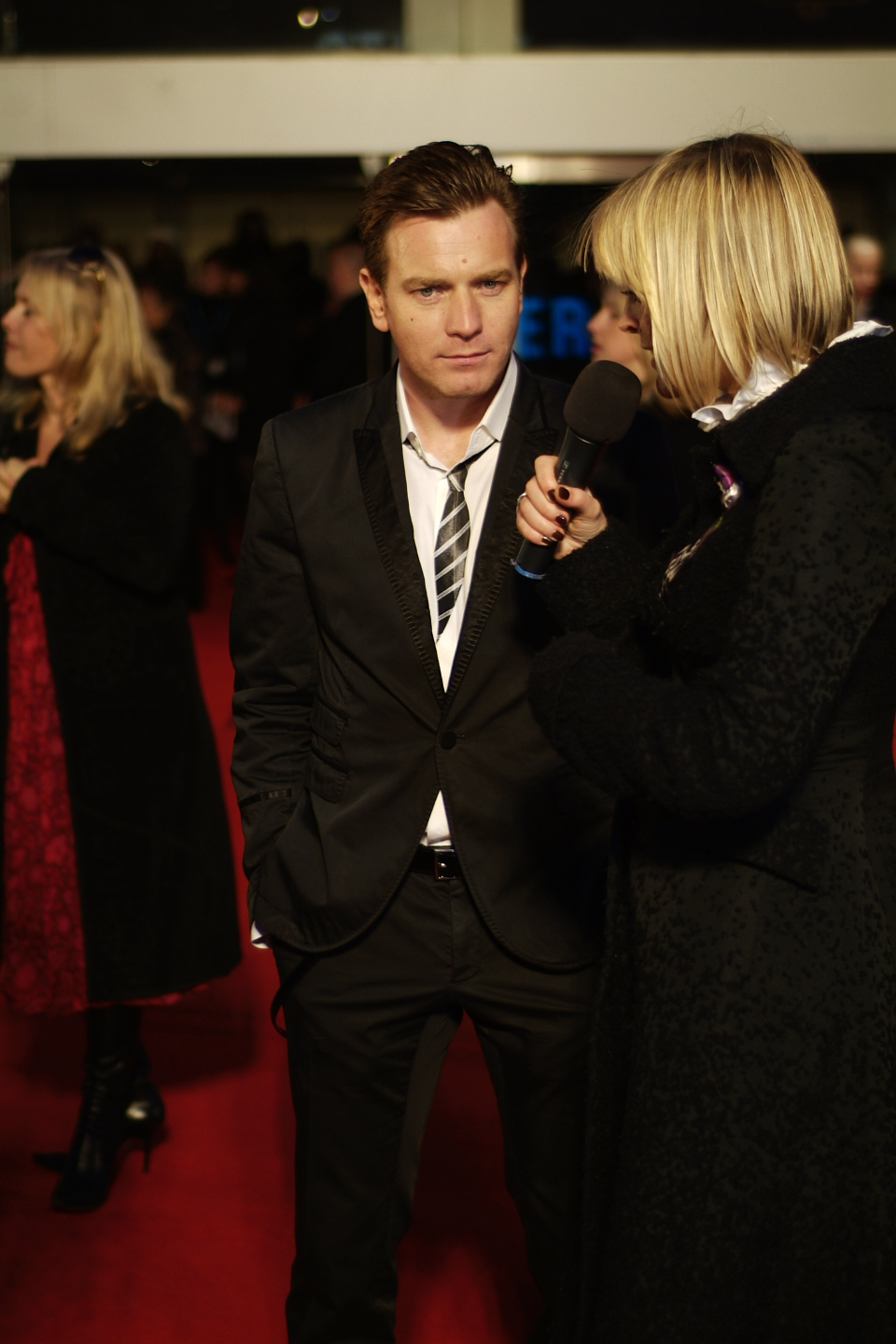
L'acteur principal Ewan McGregor, également à la première du film.

- Renée Zellweger (V. F. : Odile Cohen et V. Q. : Julie Burroughs) : Beatrix Potter
- Ewan McGregor (V. F. : Bruno Choël et V. Q. : François Godin) : Norman Warne
- Emily Watson (V. F. : Danièle Douet et V. Q. : Lisette Dufour) : Millie Warne
- Barbara Flynn (V. Q. : Claudine Chatel) : Helen Potter
- Bill Paterson (V. Q. : Hubert Gagnon) : Rupert Potter
- Matyelok Gibbs (V. Q. : Élizabeth Chouvalidzé) : Miss Wiggin
- Lloyd Owen (V. Q. : Tristan Harvey) : William Heelis
- Anton Lesser : Harold Warne
- David Bamber : Fruing Warne
- Patricia Kerrigan : Fiona
- Judith Barker : Hilda
- Chris Middleton : Saunders
- Richard Mulholland : Ashton Clifford
- Sarah Crowden : Lady Clifford
- Bridget McConnell : Lady Stokely
- Lynn Farleigh : Lady Sybil
- Geoffrey Beevers : M. Copperthwaite
- Clare Clifford : Mme. Haddon-Bell
- Phyllida Law : Mme. Warne
- John Woodvine (en) : Sir Nigel
- Marc Finn : M. Cannon
- Jane How : Lady Armitage
- Jennifer Castle : Jane
- Joseph Grieves : Lionel Stokely
- Andy McSorley : Harry Haddon-Bell
- Lucy Boynton (V. Q. : Juliette Mondoux) : Beatrix jeune (10 ans)
- Oliver Jenkins : Bertram jeune (4 ans)
- Avril Clark : la femme bien habillée dans la librairie